# 尤爾切克·貝洛

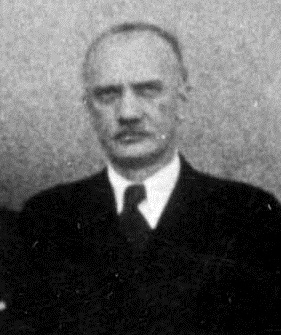
尤爾切克·貝洛

尤爾切克·貝洛（匈牙利語：Jurcsek Béla；1893年8月30日—1945年），匈牙利民族團結政府的公共服務部長，他創立的服務體系，被用於為佔領匈牙利的納粹德國軍隊搜刮資源。